# InLoox
InLoox ist eine Software des Herstellers InLoox GmbH aus München zur Projektplanung und -kollaboration, Ressourcenplanung, Projektdokumentation, zum Mind Mapping und Projektcontrolling. Die Software begleitet den gesamten Projektlebenszyklus und eignet sich sowohl für agiles als auch für klassisches Projektmanagement. Die in Deutschland produzierte Lösung ist als Outlook-Integration, als Desktop-Anwendung für Windows und als Web App ebenso auf mobilen Geräten verfügbar. InLoox wurde 1999 gegründet. Seit 2011 ist InLoox mit einer eigenständigen Gesellschaft (InLoox, Inc.) vertreten.

## Grundkonzept
InLoox macht sich die Kommunikations- und Groupwarefunktionen von Microsoft Outlook zunutze und erweitert dessen Funktionsumfang um den Bereich „Projektmanagement“. Die klassische Gantt-Planung wird ergänzt durch zahlreiche Features, unter anderem von CRM- und Controlling-Software. Die Softwarelösung verbindet Projekte, Aufgaben und zugehörige Dokumente, Budget- und Ressourcenplanung sowie Zeiterfassung auf einer Plattform. Vor allem Projekte kleinerer und mittlerer Größenordnung werden mit dem Programm bearbeitet. InLoox ist sowohl on-premise als auch als Cloud-Anwendung verfügbar.

## Verbreitung
Die Software wird derzeit weltweit von über 60.000 Benutzern bei über 6.000 Kunden eingesetzt. Seit 2007 liegen eine englische, französische und spanische Version vor. Im August 2008 folgte eine italienische und im November 2008 eine russische Version.

## Technologie und Strategie
Als Besonderheit ist die vollständige Integration in Outlook anzusehen, was die Nutzung vorhandener Daten aus Kalendern, Kontakten und E-Mails ermöglichen soll. Der Hersteller will erkannt haben, dass die Strategie einer Ausrichtung der Geschäftsprozesse nach den Kommunikationsprozessen die Akzeptanz der Mitarbeiter für Projektmanagement-Software beim Einsatz in Unternehmen erhöht.
Laufende Projekte werden in einer gemeinsamen Datenbank gespeichert. Der Hersteller hat sich im Jahr 2007 zu einem Systemwechsel entschlossen. In den Vorgängerversionen (2.x bis 4.x) befinden sich sämtliche Daten und Optionen auf Microsoft Exchange Server oder in einer Outlook-Datendatei. Der Umstieg auf SQL ist vermutlich eine Reaktion auf die von Microsoft seit Jahren angekündigte Abschaffung der öffentlichen Exchange-Ordner.
Seit Version 5 kann je nach Anzahl gleichzeitiger Anwender Oracle, Microsoft SQL Server oder MySQL eingesetzt werden. Laut Angabe des Herstellers existieren Schnittstellen zu Microsoft Project, Microsoft Exchange Server und Microsoft Office SharePoint Server. Seit Version 6 wird zudem Microsoft Project unterstützt.
InLoox bietet mit InLoox Web App außerdem eine Webanwendung, die aktuell in Version 11 vorliegt. Der Web-Client ermöglicht es Projektteams, sich über das Internet zu verbinden und so von unterwegs aus gemeinsam an Projekten zu arbeiten. Seit Juni 2013 gibt es mit den InLoox Mobile Apps für iPhone und für Android-Geräte auch InLoox-Applikationen für mobile Endgeräte.

## SaaS-Lösung
2012 startete InLoox die SaaS-Lösung InLoox now! Mit Hilfe von Cloud Computing können Anwender InLoox PM Web App ohne Software-Installation und ohne eigenen Server nutzen. InLoox now! ist geräte- und plattformunabhängig und kann über verschiedene gängige Internet-Browser angesteuert werden. Anders als im klassischen Lizenzmodell wird ein Zugang zu InLoox now! für die Dauer der Vertragslaufzeit gemietet und beinhaltet Installation, Wartung und Software-Upgrades. Mittlerweile wird die lokal installierte Lösung als InLoox On-Prem bezeichnet und ist als Jahresabonnement erhältlich. Die Cloud-Lösungen InLoox Professional und InLoox Enterprise unterscheiden sich in ihrem Umfang und sind im Monats- und Jahresabonnement erhältlich. 